# Constance de Beaumont-au-Maine
Constance de Beaumont-au-Maine, est une noble française des XIIe et XIIIe siècles, fille de Richard Ier de Beaumont et de Luce de Laigle, femme de Roger IV de Tosny. 

Armes des Beaumont : chevronné d'or et de gueules de pièces

## Généalogie
La famille de Beaumont, puis de Beaumont-Brienne, domina cette région du Maine du Xe  au  XIVe siècle.

## Famille
```
Henri
 
I
er
 d'Angleterre

│
├──> 
Mathilde
, femme de 
Geoffroy Plantagenet

│    │
│    └──> 
Henri
 
II
 d'Angleterre

│
├──> Constance, fille bâtarde 
│    x 
Roscelin de Beaumont

│    │
│    └──> 
Richard
 
I
er
 de Beaumont

│    │    x 
Luce de Laigle

│    │    │
│    │    └──> 
Raoul
 
VIII
 de Beaumont

│    │    │
│    │    └──> 
Guillaume de Beaumont
, évêque d'Angers
│    │    │
│    │    └──> 
Ermengarde de Beaumont

│    │    │     x 
Guillaume
 
I
er
 d'Écosse

│    │    │
│    │    └──> Constance de Beaumont
│    │    │    x 
Roger
 
IV
 de Tosny

│    │    │
│    │    └──> Pétronille de Beaumont
│    │         x 
Alain d'Avaugour

│    │
│    └──> 
Raoul de Beaumont
, évêque d'Angers
│
```

## Biographie
Le roi Jean sans Terre lui donna Ailerichecote en Devonshire, autrefois accordée par Henri Ier d'Angleterre à Constance, sa fille naturelle, quand elle épousa Roscelin de Beaumont, vicomte de Beaumont. Elle porta aussi le nom de dame de Conches, terre appartenant à son mari et qu'elle eut en douaire. Constance mourut avant la fin de l'année 1234. Marguerite de Sablé donna cette année-là « au chapelain de la dame de Conches en l'abbaye d'Étival-en-Charnie, XXV sols sur son péage de la Suze. »
Roger IV de Tosny et Constance auraient eu une fille nommée Marguerite.

## Source
- Abbé Angot, « Les vicomtes du Maine », dans Bulletin de la Commission historique et archéologique de la Mayenne, 1914, no 30, p. 180-232, 320-342, 404-424. .